# Arxiu General de la Guerra Civil Espanyola
L'Arxiu General de la Guerra Civil espanyola, situat a la ciutat de Salamanca, (Espanya), va ser creat pel règim franquista per donar suport a la repressió després de la Guerra Civil de 1936. Amb la intenció de rastrejar desafectes, l'arxiu es bastí amb col·laboració amb agents nazis, i es nodria de tota classe de documentació institucional i personal de l'enemic (àdhuc fotografies familiars) requisada a diversos territoris espanyols (23 províncies de 50), que es complí amb especial intensitat als territoris culturalment diferents: Catalunya, el País Valencià, Les Illes, i el País Basc.

## Espoli
Un dia abans de l'entrada de les tropes franquistes a Barcelona, el cap de l'Equip de Recuperació de Documents del govern del dictador Franco rebia ordres des de Salamanca de requisar tota la documentació possible. La confiscació partia d'una selecció prèvia in situ en que bona part del material era enviat per a fer pasta de paper. Posteriorment, es feien més seleccions ja a Salamanca, i una altra part de documents es descartava per a destruir-se.
A partir de cartes, arxius i llibres d'institucions i particulars del bàndol republicà es van treure noms de gent que havia format part de partits o sindicats i se'n van fer fitxes per a la policia, moltes de les quals es van usar en consells de guerra de l'època. En només 4 mesos, del 27 de gener fins al 3 de juny, l'anomenat Servicio de Recuperación de Documentos va fer més de 1.700 registres. De casa de Jesús María Bellido, comissari de Cultes del govern de la República i amic personal del president Juan Negrín López, s'ho van endur tot, fins i tot els mobles. En tornar de l'exili, la seva filla Carolina va aconseguir recuperar alguns dels llibres de la família, però poca cosa més.
El gruix del material requisat es va portar a Salamanca per fer-ne una anàlisi més profunda. Se'n van extreure 3 milions de fitxes.
A més de l'Arxiu General situat a Salamanca, hi ha un segon arxiu, menys conegut, a Àvila, procedent dels documents dels exiliats a França, i entregats pels nazis al règim franquista.

## Restitució

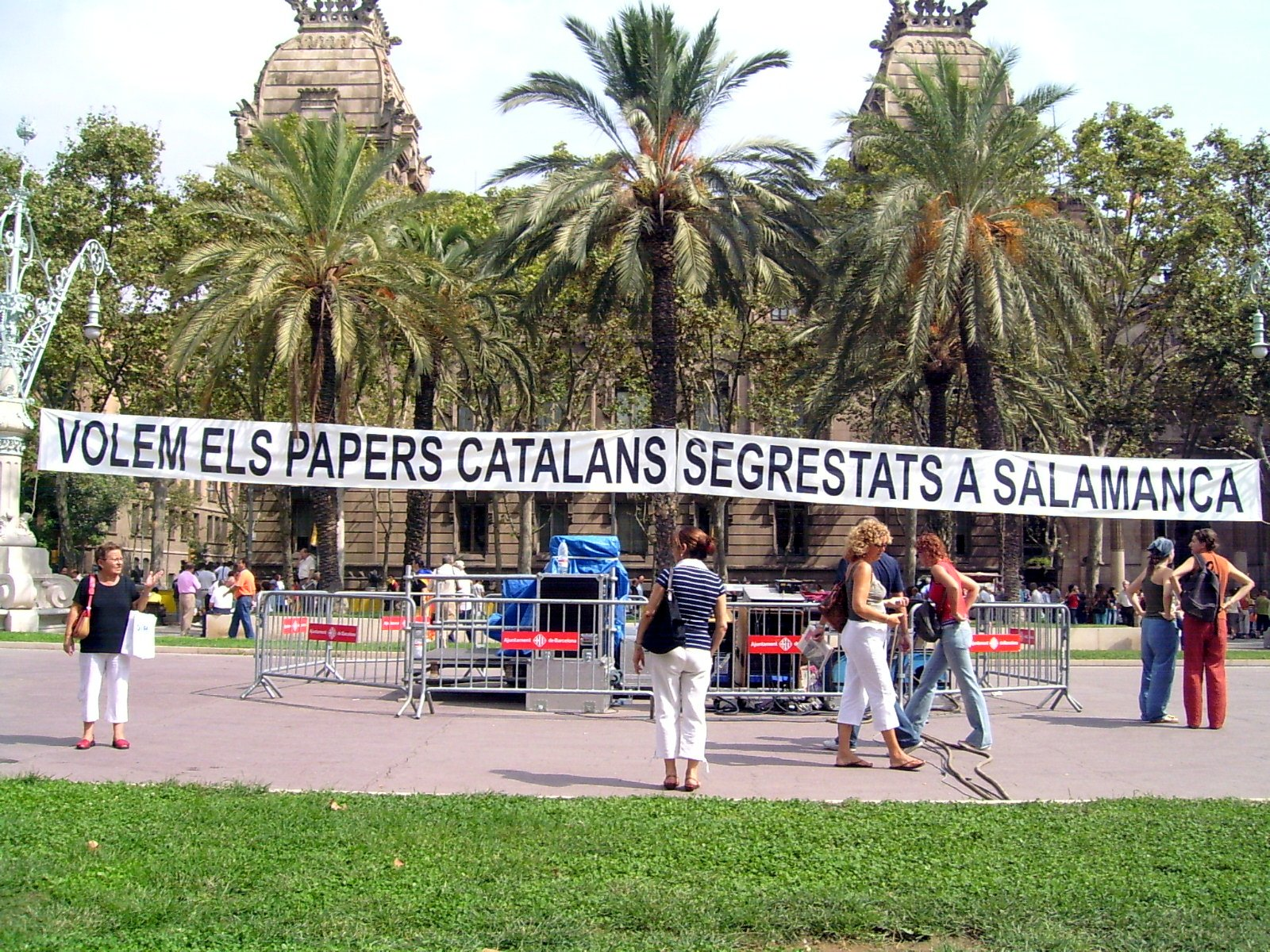
Cartell reclamant el retorn de la documentació confiscada per la dictadura franquista en un acte de l'11 de setembre del 2004, a Barcelona.

La restitució de la documentació confiscada per la dictadura franquista, ha comptat amb molta oposició a Salamanca, on s'han de desplaçar sovint els estudiosos de l'arxiu. Va ésser reclamada per la Generalitat de Catalunya des de la transició democràtica i aprovada ja pel govern espanyol l'any 1995. Tot i que darrerament el Partit Popular i l'ajuntament de Salamanca s'hi han oposat. Tot i així aquestes disposicions no van ser executades, fins a 31 anys després de la mort del dictador, quan la pressió popular a Catalunya, i les promeses electorals del govern Zapatero van forçar la situació.
El gener de 2006 es produeix finalment el retorn parcial, malgrat els intents de darrera hora de l'ajuntament de Salamanca d'impedir-ho per la via judicial. El 17 de febrer de 2006, l'ajuntament de Salamanca adoptà la decisió de canviar el nom del carrer on es troba l'Arxiu, que ha passat de dir-se carrer de Gibraltar a El Expolio. Cinc anys després, el 8 de juny de 2011, Julián Lanzarote Sastre, alcalde de Salamanca va retornar el nom de carrer de Gibraltar al carrer del Expolio.
Tot i així, gairebé dos anys després de la llei de restitució, no s'ha tornat cap dels més de 1.500 documents que queden retinguts, per la qual cosa la Comissió de la Dignitat convoca noves mobilitzacions. En 2018 encara quedaven bloquejats uns 23.000 folis de particulars, partits i empreses i 10.000 documents d'ordre públic i justícia generats per la Generalitat republicana. El juliol del 2016 la justícia va donar la raó al Govern català, però el govern espanyol la va impugnar i està pendent del Tribunal Suprem. En un 95,59% dels casos, un cop identificats, s'ha tornat el patrimoni espoliat a entitats i persones.
Segons els acords als que es va arribar entre la Generalitat i el ministeri de Cultura, a finals de desembre de 2019 encara hi havia papers que havien de tornar a Catalunya. Tot i així, l'associació Salvar el Archivo de Salamanca va demanar novament al Tribunal Suprem mesures cautelars per tal es garantís la devolució per part de la Generalitat de 400.000 dels documents.